# Hrabstwo Harford

Piramida wieku hrabstwa

Hrabstwo Harford (ang.: Harford County) – hrabstwo w amerykańskim stanie Maryland. Hrabstwo zajmuje powierzchnię całkowitą 1 364,20 km² i według szacunków US Census Bureau w roku 2006 liczyło 241 402 mieszkańców. Siedzibą hrabstwa jest miejscowość Bel Air.

## Historia
Hrabstwo Harford powstało w 1773 roku z części hrabstwa Baltimore. Nazwa hrabstwa pochodzi od Henry'ego Harforda, ostatniego właściciela kolonii Maryland, który jako nieślubne dziecko Fredericka Calverta, szóstego lorda Baltimore, nie odziedziczył po ojcu tytułu lordowskiego.

## Geografia
Hrabstwo Harford zajmuje powierzchnię całkowitą 1 364,20 km², z czego 1 140,50 km² stanowi powierzchnia lądowa a 223,70 km² (16,4%) powierzchnia wodna. Najwyższy punkt w hrabstwie ma wysokość 245 m n.p.m., zaś najniższy punkt położony jest na poziomie morza w zatoce Chesapeake.
Na terenie hrabstwa Harford znajdują się trzy parki stanowe: park stanowy Palmer, park stanowy Rocks oraz park stanowy Susquehanna.

### Miasta
- Aberdeen
- Bel Air
- Havre de Grace

### CDP
- Bel Air North
- Bel Air South
- Darlington
- Edgewood
- Fallston
- Jarrettsville
- Joppatowne
- Perryman
- Pleasant Hills
- Pylesville
- Riverside

## Demografia
Według szacunków US Census Bureau w roku 2006 hrabstwo Harford liczyło 241 402 mieszkańców.